# Triphora amazonica
Triphora amazonica är en orkidéart som beskrevs av Rudolf Schlechter. Triphora amazonica ingår i släktet Triphora och familjen orkidéer. Inga underarter finns listade i Catalogue of Life.